# Muzeum Piekarnictwa i Cukiernictwa w Ustce
Muzeum Piekarnictwa i Cukiernictwa w Ustce – prywatne muzeum położone w Ustce, którego właścicielami są Eugeniusz i Adam Brzóska.

## Charakterystyka
Zostało otwarte w 1998 roku w piekarni, działającej od 1945 roku. Na muzealną ekspozycję składają się piece, maszyny i urządzenia piekarnicze i cukiernicze, służące do wyrobu pieczywa, ciast, deserów i lodów (m.in. mieszadła, krajalnice, gofrownice i formy do ciast). Wśród eksponatów można zobaczyć stół do wyrabiania ciasta piernikowego, pochodzący z XVII wieku oraz przedwojenny automat do sprzedaży cukierków. Prezentowana jest również technologia produkcji sękaczy. Całość zbiorów uzupełniają historyczne książki i dokumenty, pocztówki i znaczki pocztowe z motywem chleba, przyprawy oraz obrazy ceramiczne.

Na parterze budynku znajduje się sklep piekarniczy oraz kawiarnia.
Zwiedzanie muzeum odbywa się po uzgodnieniu z właścicielami. Wstęp jest płatny.